# Новогеоргиевка 1-я
Новогеоргиевка 1-я — деревня в Петуховском муниципальном округе Курганской области России.

## География
Деревня находится на востоке Курганской области, в пределах юго-западной части Западно-Сибирской равнины, в лесостепной зоне, на расстоянии примерно 21 километра (по прямой) к северо-западу от города Петухова, административного центра района. Абсолютная высота — 141 метр над уровнем моря.

### Климат
Климат характеризуется как континентальный, с холодной продолжительной малоснежной зимой и коротким тёплым сухим летом. Среднегодовая температура — 2 °C. Средняя температура воздуха самого холодного месяца (января) составляет −17 °C (абсолютный минимум — −48 °С); самого тёплого месяца (июля) — 20 °C (абсолютный максимум — 41 °С). Годовое количество атмосферных осадков — 385 мм, из которых 290 мм выпадает в период с апреля по октябрь. Снежный покров держится около 145 дней.

## Население
| 1989 | 2002 | 2010 |
| ---- | ---- | ---- |
| 116  | ↘89  | ↘66  |

### Гендерный состав
По данным Всероссийской переписи населения 2010 года в гендерной структуре населения мужчины составляли 45,5 %, женщины — соответственно 54,5 %.

### Национальный состав
Согласно результатам Всероссийской переписи населения 2002 года, в национальной структуре населения русские составляли 93 %.